# Scilla
Scilla és un gènere de plantes angiospermes de la família de les asparagàcies (Asparagaceae). Són plantes herbàcies perennes i vivaces amb bulb. Són natives d'Euràsia i Àfrica.

## Descripció
Són plantes herbàcies perennes i vivaces, amb bulb. Les flors acostumen a ser blaves o porpres i poden solitàries o agrupades en inflorescències cimoses o en corimbe. El fruit és una càpsula.

## Taxonomia
Aquest gènere va ser publicat per primer cop l'any 1753 al primer volum de l'obra Species Plantarum de Carl von Linné (1707-1778).

### Espècies
Dins del gènere Scilla es reconeixen les 87 espècies següents:
- Scilla achtenii De Wild.
- Scilla africana Borzì & Mattei
- Scilla albanica Turrill
- Scilla albinervis Yıldırım & Gemici
- Scilla alinihatiana Aslan & Yıldırım
- Scilla amoena L.
- Scilla andria Speta
- Scilla antunesii Engl.
- Scilla arenaria Baker
- Scilla arsusiana Yıldırım & Gemici
- Scilla begoniifolia A.Chev.
- Scilla benguellensis Baker
- Scilla bifolia L. — escil·la bifòlia[5]
- Scilla bilgineri Yıldırım
- Scilla bithynica Boiss.
- Scilla buchananii Baker
- Scilla buekkensis Speta
- Scilla bussei Dammer
- Scilla chlorantha Baker
- Scilla ciliata Baker
- Scilla cilicica Siehe
- Scilla congesta Baker
- Scilla cretica (Boiss. & Heldr.) Speta
- Scilla cydonia Speta
- Scilla dimartinoi Brullo & Pavone
- Scilla dualaensis Poelln.
- Scilla engleri T.Durand & Schinz
- Scilla flaccidula Baker
- Scilla forbesii (Baker) Speta
- Scilla gabunensis Baker
- Scilla gracillima Engl.
- Scilla hakkariensis Firat & Yıldırım
- Scilla hildebrandtii Baker
- Scilla huanica Poelln.
- Scilla hyacinthoides L.
- Scilla ingridiae Speta
- Scilla jaegeri K.Krause
- Scilla katendensis De Wild.
- Scilla kladnii Schur
- Scilla kurdistanica Speta
- Scilla lakusicii Šilic
- Scilla laxiflora Baker
- Scilla ledienii Engl.
- Scilla leepii Speta
- Scilla libanotica Speta
- Scilla lilio-hyacinthus L. — joliu[6]
- Scilla litardierei Breistr.
- Scilla lochiae (Meikle) Speta
- Scilla longistylosa Speta
- Scilla luciliae (Boiss.) Speta
- Scilla lucis Speta
- Scilla melaina Speta
- Scilla merinoi S.Ortiz, Rodr.Oubiña & Izco
- Scilla mesopotamica Speta
- Scilla messeniaca Boiss.
- Scilla mischtschenkoana Grossh.
- Scilla monanthos K.Koch
- Scilla monophyllos Link
- Scilla morrisii Meikle
- Scilla nana (Schult. & Schult.f.) Speta
- Scilla nivalis Boiss.
- Scilla oubangluensis Hua
- Scilla paui Lacaita
- Scilla peruviana L. — pinya blava[7]
- Scilla petersii Engl.
- Scilla platyphylla Baker
- Scilla pleiophylla Speta
- Scilla pneumonanthe Speta
- Scilla reuteri Speta
- Scilla rosenii K.Koch
- Scilla sardensis (Whittall ex Barr & Sugden) Speta
- Scilla schweinfurthii Engl.
- Scilla siberica Andrews
- Scilla simiarum Baker
- Scilla sodalicia N.E.Br.
- Scilla subnivalis (Halácsy) Speta
- Scilla tayloriana Rendle
- Scilla textilis Rendle
- Scilla uyuiensis Rendle.
- Scilla vardariana Yıldırım & Gemici
- Scilla verdickii De Wild.
- Scilla verna Huds. — escil·la vernal[8]
- Scilla villosa Desf.
- Scilla vindobonensis Speta
- Scilla voethorum Speta
- Scilla welwitschii Poelln.
- Scilla werneri De Wild.